# Notre-Dame-d’Espérance (Saint-Brieuc)

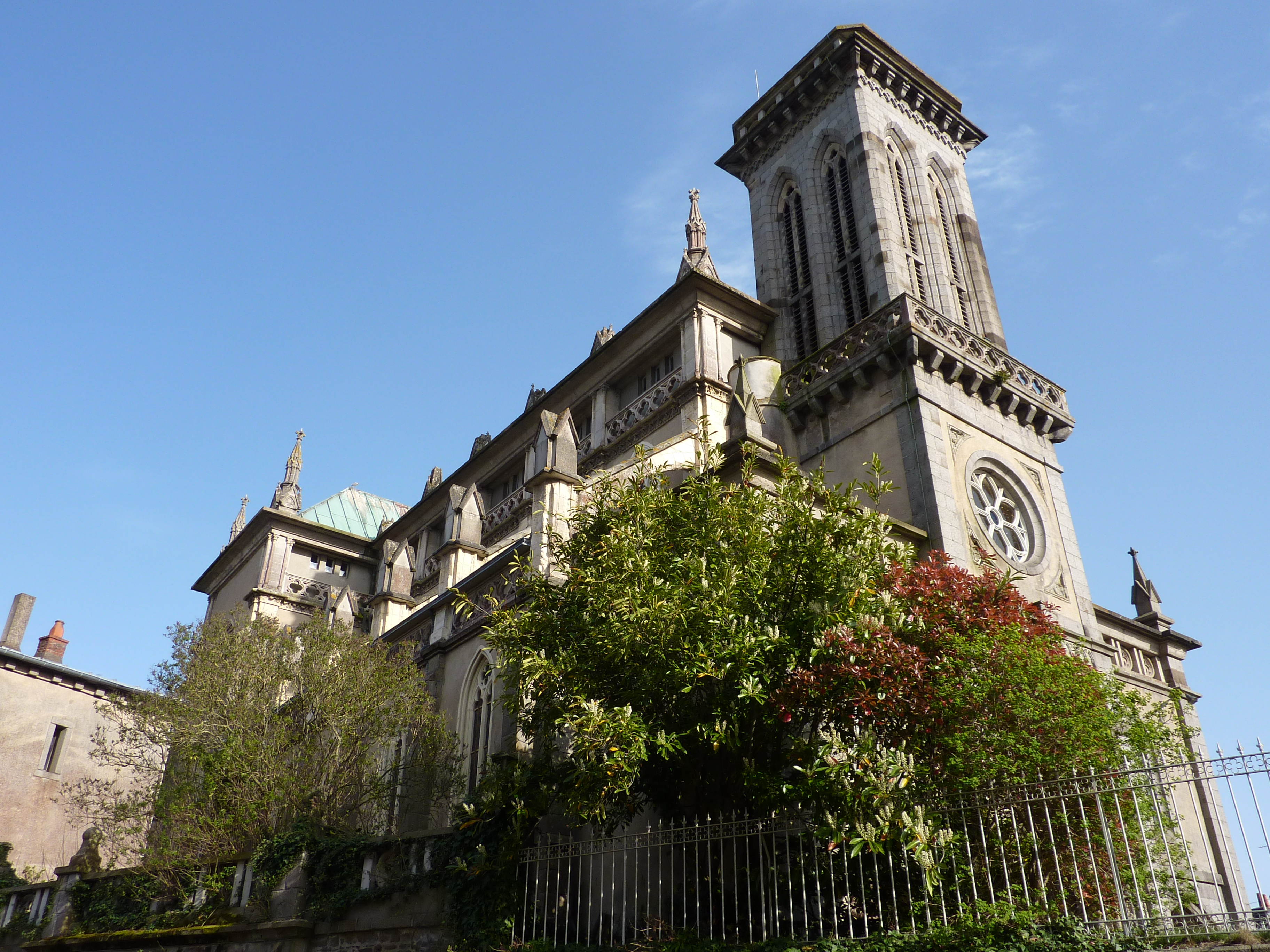
Basilika Notre-Dame-d’Espérance de Saint-Brieuc, 2015

Die Basilika Notre-Dame-d’Espérance ist eine römisch-katholische Kirche in der Stadt Saint-Brieuc und dem gleichnamigen Bistum, gelegen im französischen Département Côtes-d’Armor der Bretagne. Die Pfarrkirche mit dem Rang einer Basilica minor wurde in der zweiten Hälfte des 19. Jahrhunderts im Stil der Neugotik errichtet.

## Geschichte
An der Stelle der heutigen Basilika befand sich zuvor ein Oratorium aus dem Mittelalter. Es war als Dank für eine Heilung errichtet und dem heiligen Petrus gewidmet worden. Die Kranken kamen und knieten davor nieder.
Das Oratorium wurde 1856 abgerissen, um Platz für die heutige Basilika zu schaffen. Der Bau begann nur wenige Monate nach dem Abriss des alten Oratoriums und dauerte bis 1877, er wurde von Paul-Marie Prud’homme geleitet, der auch die Pläne im neugotischen Stil entworfen hatte. Die dreischiffigen Basilika erhielt auf einer Länge von 51 Metern den Grundriss eines lateinischen Kreuzes, die Apsis des Chors wurde mit einem Fünfachtelschluss und Chorumgang ausgeführt. Der 13,5 Meter hoch ragende Innenraum wurde reich ausgestaltet. Der Maler Raphaël Donguy (1812–1877) malte dort im Triforium sowie an den Gewölben der Kirche a fresco, wobei letztere 1969 von Alain Plesse restauriert wurden. Die Fenster wurden mit Glasmalereien ausgestattet.
Im Jahr 1865 wurde die Krönung der Prozessionsstatue der Jungfrau Maria durchgeführt, der mehrere Tausend Menschen beiwohnten.
1903 verlieh Papst Pius X. der Kirche den Titel einer Basilica minor.
Im Jahr 1957 wurde die Turmspitze abgebaut, da der Helm als zu zerbrechlich galt.

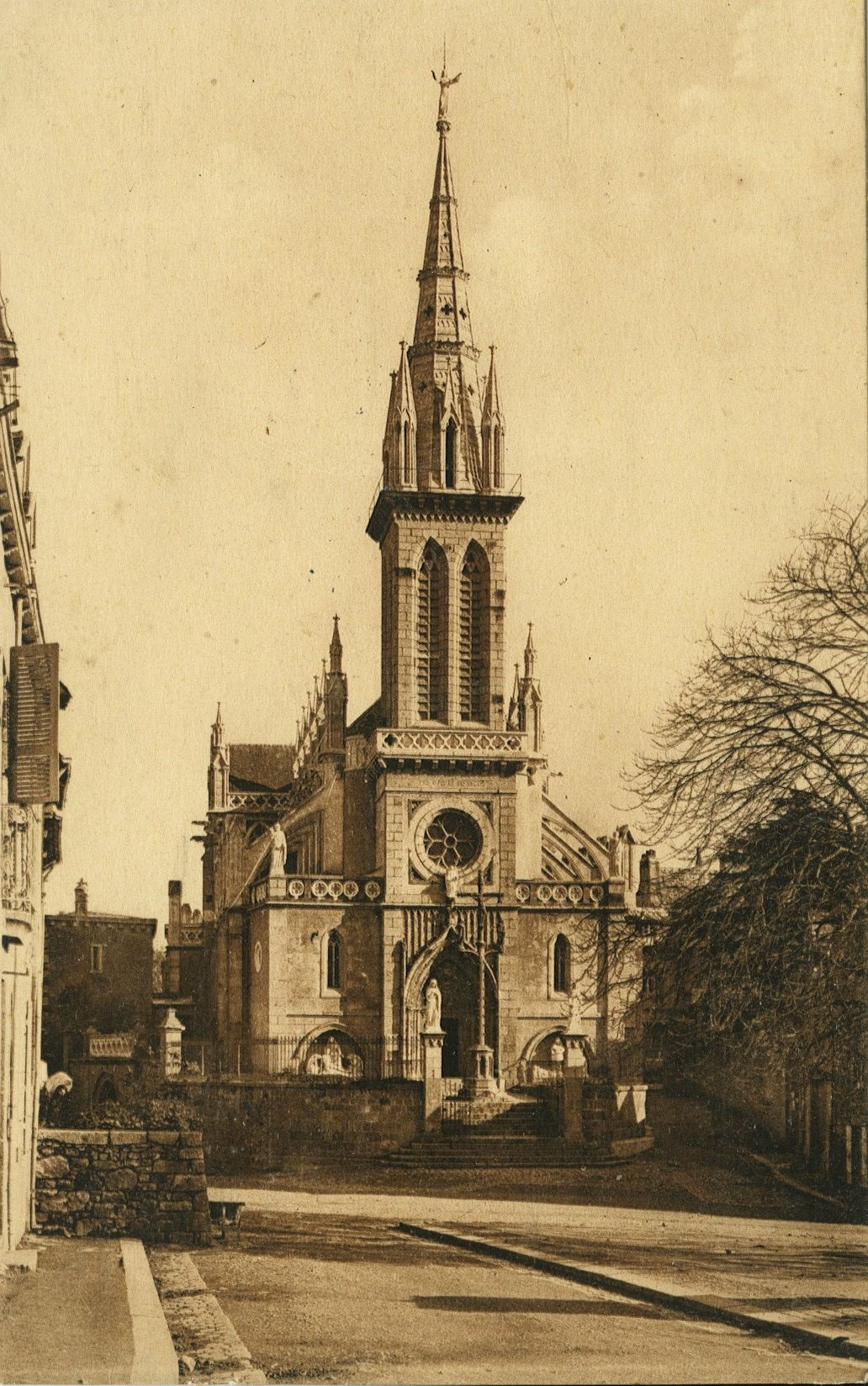
Basilika Anfang des 20. Jahrhunderts mit Turmspitze
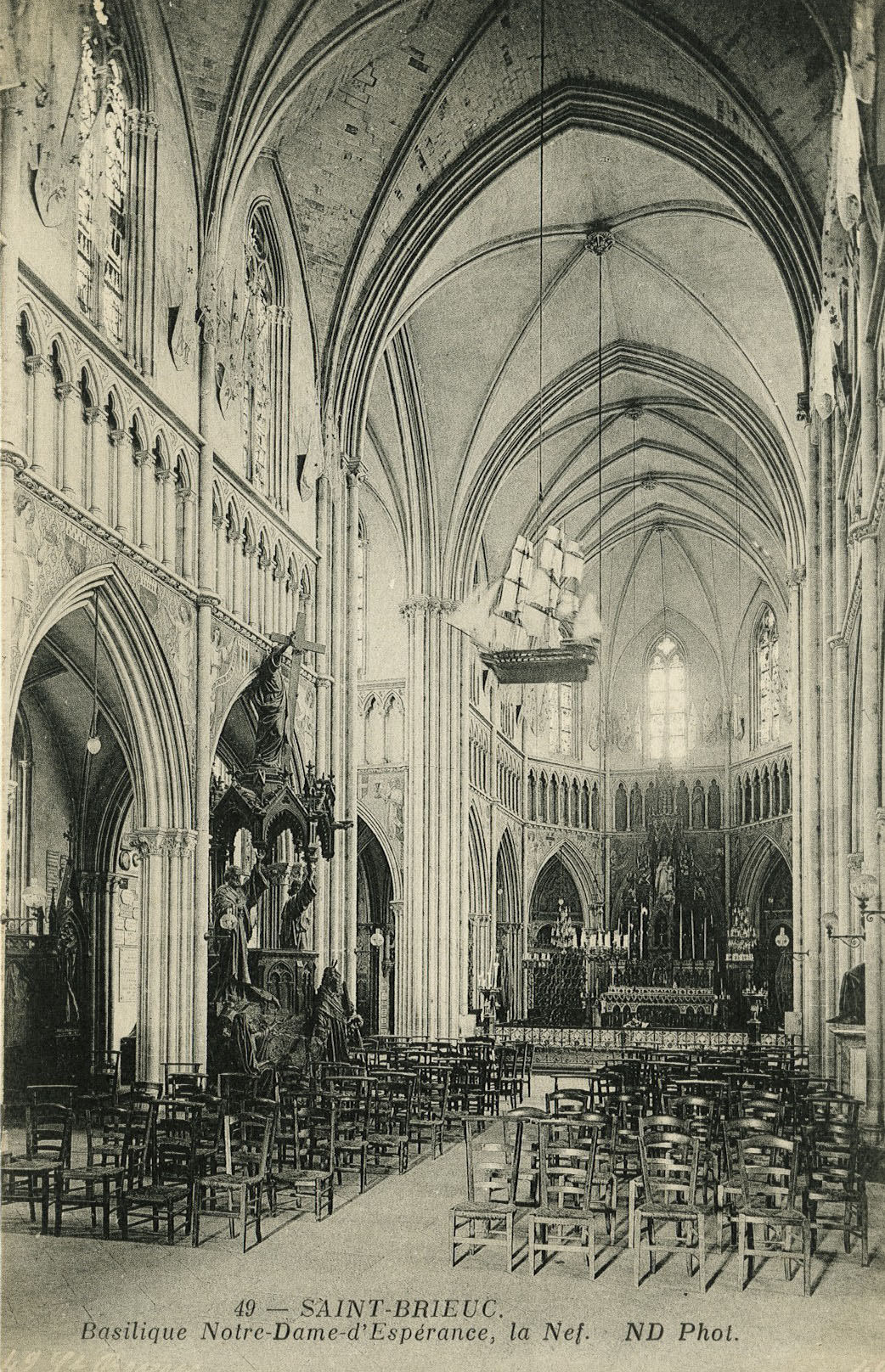
Innenraum, etwa 1910–1920
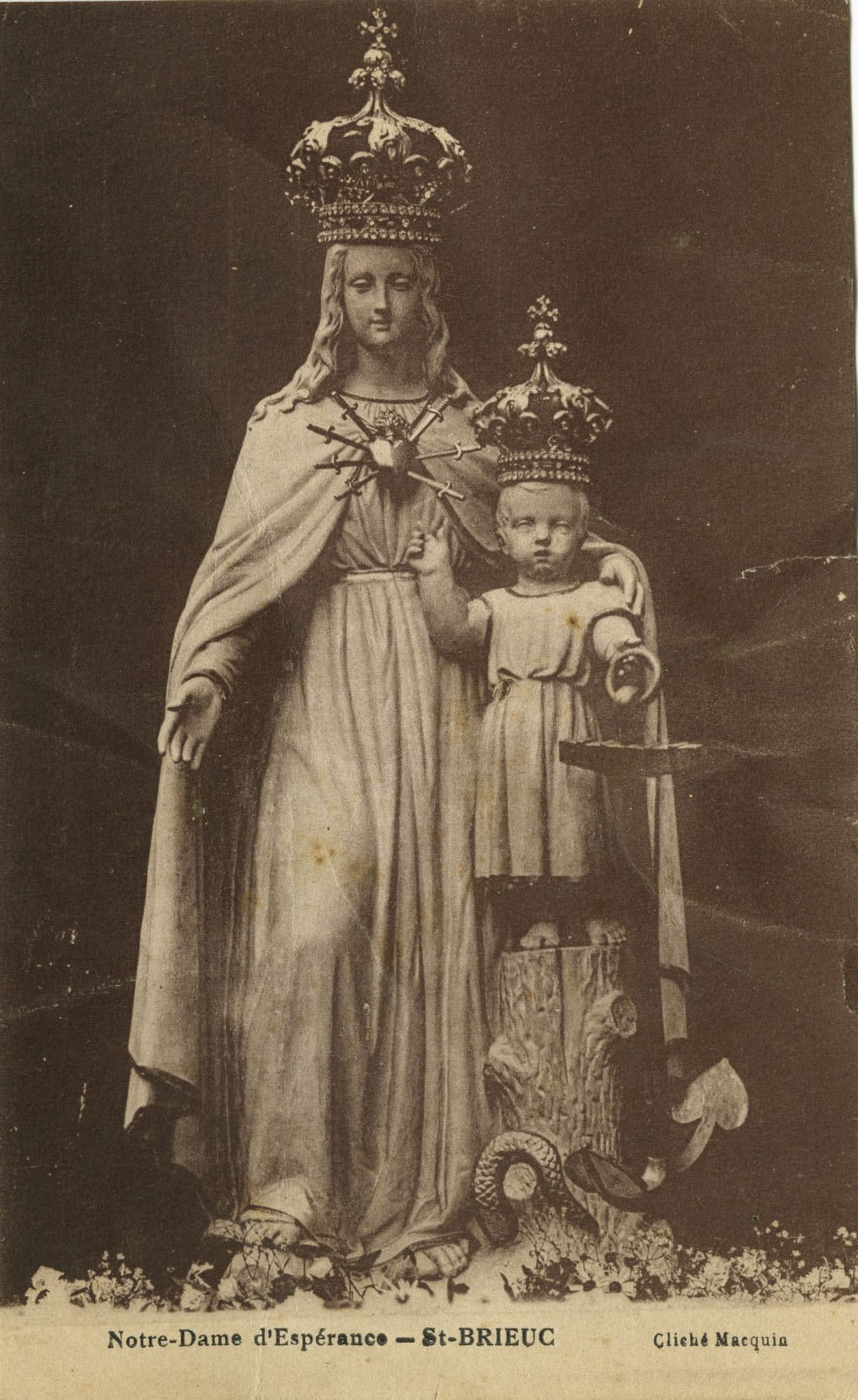
Notre-Dame d’Espérance

Im Jahr 2007 führte Bischof Lucien Fruchaud die Feier einer tridentinische Messe ein, die seit 2010 von Priestern des Instituts Christus König und Hohepriester abgehalten wird.